# National United Party (Vanuatu)
Die National United Party (NUP) ist eine politische Partei in Vanuatu. Sie wurde von Walter Lini, dem politischen Führer der Unabhängigkeit Vanuatus, gegründet, als er sich von der Vanua’aku Pati trennte. Er wurde dabei von dem Geschäftsmann Đinh Văn Thân unterstützt. Die Ausrichtung der Partei ist sozialdemokratisch. Die Partei wird hauptsächlich von Englisch sprechenden Bürgern unterstützt.

## Geschichte
1991 gründete Walter Lini, welcher bis dahin 12 Jahre lang Premierminister von Vanuatu gewesen war und zur Vanua’aku Pati gehörte, die Partei, nachdem er durch eine Spaltung der Partei seine Position verloren hatte. Nach seinem Tod 1999 wurde sein Bruder Ham Lini Parteiführer. Die Partei wurde schnell eine der größten politischen Parteien in Vanuatu zusammen mit der Vanua’aku Party und der Union of Moderate Parties. Oft ging die Partei wechselnde Koalitionen mit beiden ein. In den Wahlen am 6. Juli 2004 errang die Partei 10 der 52 Sitze und aufgrund der Verluste der anderen großen Parteien, wurde sie die größte einzelne Partei im Parlament. Im Dezember 2004 wurde Ham Lini Premierminister. Bei den Wahlen 2008 verlor die NUP wieder 2 Sitze und war mit 8 Sitzen im Parlament die zweitgrößte Partei. Ham Lini konnte keine neue Regierung bilden, aber die National United Party wurde ein wichtiger Koalitionspartner in der neuen Regierung, welche von der Vanua’aku Party gebildet wurde.
Nach den Wahlen 2012 führte die NUP die Koalition mit der People’s Progress Party in der Regierung Kilman weiter. Die Partei ging anlässlich der Wahl von Moana Carcasses Kalosil als Premierminister 2013 in die Opposition, kehrte jedoch 2014 in die Regierung zurück, als ein Misstrauensvotum die Regierung von Joe Natuman an die Macht brachte. Ham Lini wurde Deputy Prime Minister (Stellvertretender Premierminister) und kehrte 2015 wieder in die Opposition zurück unter der Regierung Sato Kilman.
Auch wenn sie von dem Bestechungsskandal nicht betroffen war, der die Regierung Kilman zu Fall brachte, errang die NUP nur 4 Sitze in den folgenden Wahlen 2016. 3 davon auf Pentecost-Insel. Die Partei zog erneut in die Regierung ein als Teil einer breiten Koalition mit Ham Lini als Minister for Climate Change.
Die vier Sitze behielt die Partei auch 2020. In Bob Loughmans Koalitionsregierung der Vanua’aku Pati, war National United Party zusammen mit der Union of Moderate Parties und anderen Kleinparteien erneut vertreten.

## Wahlergebnisse
| Wahl      | Stimmen | %    | Mandate |
| --------- | ------- | ---- | ------- |
| Wahl 1991 | 12.672  | 20,4 | 10 / 46 |
| Wahl 1995 | 17.795  | 23,4 | 9 / 50  |
| Wahl 1998 | 10.947  | 15,9 | 11 / 52 |
| Wahl 2002 | 10.667  | 13,5 | 8 / 52  |
| Wahl 2004 | 9.418   | 10,2 | 10 / 52 |
| Wahl 2008 | 12.249  | 11,6 | 8 / 52  |
| Wahl 2012 | 7.456   | 6,2  | 4 / 52  |
| Wahl 2016 | 6.196   | 5,5  | 4 / 52  |
| Wahl 2020 | 5.377   | 3,7  | 4 / 52  |
| Wahl 2022 | 5.040   | 3,8  | 4 / 52  |